# Samba-funk
O samba-funk é um subgênero musical resultante da fusão do samba brasileiro ao funk estadunidense, criado no final da década de 1960 pelo pianista Dom Salvador e o seu Grupo Abolição (que mais tarde daria origem à Banda Black Rio).
Cantores brasileiros como Tim Maia e Jorge Ben Jor também incursionaram por esse gênero.

## Dança de salão
Baseado nesse gênero, o professor de dança Jimmy de Oliveira desenvolveu um ritmo de dança de salão chamado samba funkeado, uma vertente que mescla o samba de gafieira com as danças de charme (oriundas do hip hop), que se destaca pelo “movimento corporal funkeado"; uma dança “quebrada”, influenciada pelo hip hop e soul, que trabalha os breques dos movimentos de dança e do corpo junto com as pausas temporais da música, que em muitos momentos se assemelham a fotos.